# Zunftordnung
In der Zunftordnung wurden seit dem Aufkommen der Zünfte im frühen Mittelalter die  Statuten und Vorschriften einer Handwerkszunft schriftlich gefasst. Sie umfasste, angefangen von den Eintrittsvoraussetzungen, die Beschreibung der Zunftorgane und des Handwerkszeichens, die Ausbildung mit Lehr-, Wander-, Gesellenjahren, Zunftknecht (Geselle), Berufsausübung, Erlangung des Meistergrades, Zunftgericht und Beisitzer, Mitgliederversammlung, Strafen für Vergehen innerhalb der Zunft, Wettbewerbsvorschriften, Gefahrenabwehr, Kundenschutz, wirtschaftliches Handeln, soziale Sicherung, Zunftharmonie und Moral. Vielerorts galt der Zunftzwang, d. h. wer ein bestimmtes Handwerk ausüben wollte, musste der entsprechenden Zunft beitreten und ihre Satzungen beachten. Die Zunftordnungen beschrieben ganz genau, welche Arbeiten ein Mitglied seiner Zunft ausführen durfte und welche nicht. Das System wurde dadurch sehr starr, weil es sich aus Überlegungen zum Schutz des eigenen Gewerbes heraus jeglicher Neuerung verschloss.
Zweck der Gründung einer Zunft war die bessere Wahrnehmung der Rechte von Handwerkern gegenüber den (Fern-)Kaufleuten, die oft den Rat der Stadt bildeten. Es ging um Teilhabe an der Macht und führte daher oft zu innerstädtischen Konflikten. Die Gründung einer Zunft bedurfte der (notfalls erzwungenen) Zustimmung des Rates und wurde in einem Zunftbrief garantiert und geregelt. Zunftbrief kann aber auch den Nachweis für eine Einzelperson bedeuten, dass sie einer bestimmten Zunft angehört und ihre Rechte und Pflichten teilt.
Die Zunftordnungen unterschieden sich von Ort zu Ort und von Beruf zu Beruf recht erheblich. Z. B. hatten die Rotschmiede (Messinggießer) in Nürnberg, eine Spezialität dort, eine nur in Nürnberg gültige, streng überwachte Zunftordnung. Messinggießen galt danach nicht als freie Kunst, sondern als strenges Handwerk und wurde demgemäß behandelt. Die Rotschmiedezunftordnung setzte vier Lehrlings- und sechs Gesellenjahre fest, die Zahl der Lehrlinge und Knechte (Gesellen) war begrenzt, Wanderjahre waren untersagt – aus Gründen der Geheimhaltung. Auch die Art und Zahl der anzufertigenden Meisterstücke waren darin festgeschrieben.
Eine Zunftordnung konnte sich bis zur Stufe einer Verfassung entwickeln, wie die Brunsche Zunftverfassung in Zürich.
Die Zunftordnungen verschwanden mit den Zünften ausgangs des 18. Jahrhunderts. Heute finden wir noch Zunftordnungen in Karnevalsvereinen.